# Philosophical Magazine
Philosophical Magazine – czasopismo naukowe, jedno z najstarszych na świecie. Zostało założone w 1798 r. w Londynie przez Richarda Taylora i od tego czasu w sposób nieprzerwany wydawane przez Taylor & Francis. Publikowali w nim swoje artykuły tak wybitni uczeni, jak M. Faraday, J.P. Joule, J.C. Maxwell, J.J. Thomson, J.S. Rayleigh, E. Rutherford, O. Hahn, N. Bohr czy L. de Broglie. Rozwój nauki w ciągu ostatnich 200 lat może być w dużym stopniu śledzony przez studiowanie artykułów tam zamieszczonych. Jest to czasopismo recenzowane.
Nazwa czasopisma może być nieco myląca dla współczesnego człowieka. Jednakże w czasie, gdy ono powstawało, to określenie natural philosophy obejmowało wszystkie aspekty nauk przyrodniczych: fizykę, chemię, astronomię, medycynę, botanikę, biologię, a nawet geologię. Pierwszy artykuł opublikowany w tym czasopiśmie nosił tytuł ‘Account of Mr Cartright’s Patent Steam Engine’. Inny artykuł z pierwszego woluminu miał tytuł ‘Description of the Apparatus used by Lavoisier to produce Water from its component Parts, Oxygen and Hydrogen’.
Od połowy XX wieku "Phil Mag" skoncentrował się na zagadnieniach fizyki materii skondensowanej (w szczególności na fizyce ciała stałego) i publikuje znaczące prace na temat dyslokacji, mechanicznych właściwości ciał stałych, półprzewodników amorficznych i substancji szklistych. Obecnie co roku publikowanych jest 36 wydań uzupełnianych o 12 wydań czasopisma Philosophical Magazine Letters.